# Courrières
Courrières és un municipi francès situat al departament del Pas de Calais i a la regió dels Alts de França. L'any 2007 tenia 10.362 habitants.
El 1906 hi va tenir lloc en una mina de carbó l'anomenada Catàstrofe de Courrières, l'accident miner més greu que hi ha hagut a Europa.

## Demografia

### Població
El 2007 la població de fet de Courrières era de 10.362 persones. Hi havia 3.841 famílies de les quals 967 eren unipersonals (301 homes vivint sols i 666 dones vivint soles), 1.078 parelles sense fills, 1.364 parelles amb fills i 432 famílies monoparentals amb fills.
La població ha evolucionat segons el següent gràfic:
Habitants censats

### Habitatges
El 2007 hi havia 4.135 habitatges, 3.950 eren l'habitatge principal de la família, 6 eren segones residències i 178 estaven desocupats. 3.268 eren cases i 805 eren apartaments. Dels 3.950 habitatges principals, 2.212 estaven ocupats pels seus propietaris, 1.635 estaven llogats i ocupats pels llogaters i 103 estaven cedits a títol gratuït; 12 tenien una cambra, 198 en tenien dues, 624 en tenien tres, 1.242 en tenien quatre i 1.874 en tenien cinc o més. 2.791 habitatges disposaven pel capbaix d'una plaça de pàrquing. A 1.895 habitatges hi havia un automòbil i a 1.184 n'hi havia dos o més.

### Piràmide de població
La piràmide de població per edats i sexe el 2009 era:
| Homes | Edats   | Dones |
| ----- | ------- | ----- |
| 0     | 95 o +  | 10    |
| 9     | 90 a 94 | 30    |
| 23    | 85 a 89 | 71    |
| 20    | 80 a 84 | 81    |
| 123   | 75 a 79 | 174   |
| 144   | 70 a 74 | 253   |
| 196   | 65 a 69 | 214   |
| 233   | 60 a 64 | 271   |
| 324   | 55 a 59 | 274   |
| 359   | 50 a 54 | 448   |
| 325   | 45 a 49 | 359   |
| 318   | 40 a 44 | 334   |
| 426   | 35 a 39 | 335   |
| 376   | 30 a 34 | 419   |
| 437   | 25 a 29 | 361   |
| 334   | 20 a 24 | 439   |
| 409   | 15 a 19 | 407   |
| 468   | 10 a 14 | 392   |
| 339   | 5 a 9   | 330   |
| 316   | 0 a 4   | 258   |

## Economia
El 2007 la població en edat de treballar era de 6.718 persones, 4.224 eren actives i 2.494 eren inactives. De les 4.224 persones actives 3.520 estaven ocupades (1.946 homes i 1.574 dones) i 704 estaven aturades (368 homes i 336 dones). De les 2.494 persones inactives 675 estaven jubilades, 703 estaven estudiant i 1.116 estaven classificades com a «altres inactius».

### Ingressos
El 2009 a Courrières hi havia 3.977 unitats fiscals que integraven 10.399,5 persones, la mediana anual d'ingressos fiscals per persona era de 14.565 €.

### Activitats econòmiques
Dels 313 establiments que hi havia el 2007, 5 eren d'empreses extractives, 5 d'empreses alimentàries, 1 d'una empresa de fabricació de material elèctric, 1 d'una empresa de fabricació d'elements pel transport, 12 d'empreses de fabricació d'altres productes industrials, 49 d'empreses de construcció, 75 d'empreses de comerç i reparació d'automòbils, 9 d'empreses de transport, 13 d'empreses d'hostatgeria i restauració, 3 d'empreses d'informació i comunicació, 10 d'empreses financeres, 24 d'empreses immobiliàries, 23 d'empreses de serveis, 51 d'entitats de l'administració pública i 32 d'empreses classificades com a «altres activitats de serveis».
Dels 87 establiments de servei als particulars que hi havia el 2009, 1 era una oficina de correu, 2 oficines bancàries, 3 funeràries, 8 tallers de reparació d'automòbils i de material agrícola, 1 taller d'inspecció tècnica de vehicles, 3 autoescoles, 7 paletes, 5 guixaires pintors, 13 fusteries, 6 lampisteries, 2 electricistes, 8 empreses de construcció, 13 perruqueries, 2 veterinaris, 1 agència de treball temporal, 7 restaurants, 2 agències immobiliàries, 1 tintoreria i 2 salons de bellesa.
Dels 21 establiments comercials que hi havia el 2009, 1 era, 1 un hipermercat, 2 botigues de més de 120 m², 1 una botiga de més de 120 m², 4 fleques, 2 carnisseries, 2 llibreries, 2 botigues de roba, 1 una botiga d'equipament de la llar, 1 una botiga d'electrodomèstics, 1 una botiga de mobles, 1 un drogueria, 1 una perfumeria i 1 una joieria.
L'any 2000 a Courrières hi havia 6 explotacions agrícoles.

## Equipaments sanitaris i escolars
El 2009 hi havia 1 centre de salut, 5 farmàcies i 2 ambulàncies.
El 2009 hi havia 4 escoles maternals i 4 escoles elementals. Courrières disposava d'un col·legi d'educació secundària amb 510 alumnes.

## Poblacions més properes
El següent diagrama mostra les poblacions més properes.